# Henry Parker
Henry Watson Parker (ur. 1 czerwca 1808 w Lewisham, zm. 2 lutego 1881 w Richmond) – brytyjski polityk kolonialny; premier Nowej Południowej Walii w 1856-1857.

## Biografia
Wychował się w angielskim Kencie, jako czwarty syn Thomasa Watsona i Mary z d. Cornell Parkerów. Edukację odebrał w domu, jego nauczycielem był niejaki dr White. Po poprawie słabego stanu zdrowia dołączył do Brytyjskiej Kompanii Wschodnioindyjskiej. Podróżował do Indii, Chin i Kraju Przylądkowego. Kiedy odbywał podróż europejską (Francja, Belgia, Holandia) został zatrudniony przez G. Gippsa, gubernatora Nowej Południowej Walii, jako jego osobisty sekretarz (1837). Do Sydney przybył 24 lutego 1838. 21 października 1843 ożenił się z Emmeline Emily (zm. 1888), trzecią córką J. Macarthura, australijskiego potentata przemysłu sukienniczego. Dzięki temu małżeństwu H. P. związał się z konserwatywnym środowiskiem ziemian (squatters) i przemysłowców kolonialnych. W 1846 został mianowany przez gubernatora na członka Rady Ustawodawczej. W maju t.r. został przewodniczącym jej zarządu i otrzymał dwie kolejne reelekcje, aż do powołania na stanowisko premiera w 1856.
29 marca 1856 H. P. został wybrany do pierwszego Zgromadzenia Ustawodawczego z okręgu Parramatta. Kandydował na spikera izby, jednak przegrał jednym głosem z D. Cooperem. We wrześniu 1856 J. M. Hay przeprowadził wotum nieufności wobec rządu Ch. Cowpera, który przekonał gubernatora W. Denisona, aby ten powierzył urząd premiera H. P. W wyniku tych ruchów H. P. utworzył koalicyjny rząd. Parker zaoferował stanowiska w swoim gabinecie obu poprzednim premierom: S. Donaldsonowi i Ch. Cowperowi, jednak drugi z nich zrezygnował. H. P. w swojej polityce zmierzał do liberalizacji ustroju, zastanego po swoim poprzedniku. M.in. w marcu 1857 doprowadził do uchwalenia aktu, przywracającego Radę Miejską Sydney. Kierując rządem, zmierzał do naprawienia finansów kolonii, wprowadzając podatek gruntowy dla ziemian. W wyniku kolejnych wyborów parlamentarnych H. P. nie udało się zebrać poparcia izby i 4 września 1857 podał gabinet do dymisji.
Po odwołaniu z funkcji premiera 7 września 1857 H. P. wycofał się z życia politycznego. W 1858 opuścił wybudowaną przez siebie willę w Clovelly i wrócił do Anglii, gdzie został uhonorowany t.r. Orderem św. Michała i św. Jerzego.